# Plocoscelus schilidi
Plocoscelus schilidi är en tvåvingeart som beskrevs av Cresson 1930. Plocoscelus schilidi ingår i släktet Plocoscelus och familjen skridflugor. Inga underarter finns listade i Catalogue of Life.